# Panônia bizantina
Panônia foi uma efêmera província do Império Bizantino que existia na moderna região da Sírmia, na Sérvia, no século VI. Sua capital era Sirmio (Sremska Mitrovica). Seu território diferia enormemente daquele ocupado pela antiga província da Panônia. Além disso, a província foi submetida à Diocese da Dácia e não à defunta Diocese da Panônia.

## Geografia
A província da Panônia localizava-se entre o Danúbio no norte e leste e o Sava no sul. A fronteira ocidental da Panônia bizantina se estendia até aproximadamente o ponto no qual o rio Drina desembocava no Sava. As cidades mais importantes eram Sirmio e Bassianas.
A Panônia bizantina fazia fronteira com a Mésia Prima no sul e com o Grão-Canato Avar nas demais direções.

## História

### Origens
A Panônia bizantina foi batizada em homenagem à antiga província romana da Panônia, que detinha um território muito maior. A província bizantina abrangia apenas uma pequena proção oriental da Panônia histórica.
Depois de muitas mudanças administrativas, em meados do século  V, o território da antiga Panônia foi cedido aos hunos por Teodósio II. Depois da morte de Átila, o território da Panônia passou para as mãos dos ostrogoso, lombardos e gépidas.